# Ľubomír Pištej
Ľubomír Pištej (Prešov, 6 maart 1984) is een Slowaakse professioneel tafeltennisser. Hij speelt rechtshandig met de shakehandgreep.
Hij nam namens haar land deel aan de Olympische Zomerspelen 2020 en werd daar negende met het team.

## Belangrijkste resultaten
Met landgenote Barbora Balážová:
- Zilver op de gemengd dubbel op de Europese kampioenschappen tafeltennis 2013.
- Zilver op de gemengd dubbel op de Europese kampioenschappen tafeltennis 2020.
- Brons op de gemengd dubbel op de Europese kampioenschappen tafeltennis 2022.